# Jill Long Thompson
Jill Lynette Long Thompson (Warsaw, 15 luglio 1952) è una politica statunitense, membro della Camera dei Rappresentanti per lo stato dell'Indiana dal 1989 al 1995 e sottosegretario all'Agricoltura durante l'amministrazione Clinton.

## Biografia
Nata e cresciuta in Indiana, la Long studiò all'Università dell'Indiana e dopo il matrimonio con Don Thompson aggiunse il cognome del marito al proprio. Negli anni settanta e ottanta lavorò come docente universitaria e nel frattempo si dedicò alla politica aderendo al Partito Democratico.
Dopo due anni passati all'interno del consiglio comunale di Valparaiso, la Long si candidò al Senato ma venne sconfitta dal repubblicano Danforth Quayle. Nel 1988 si candidò alla Camera dei Rappresentanti ma anche in questa occasione venne sconfitta dal repubblicano in carica, Dan Coats.
Quando Coats venne nominato senatore nel 1989, la Long riuscì a vincere le elezioni speciali per assegnare il seggio alla Camera e approdò finalmente al Congresso. Nonostante il suo distretto fosse tendenzialmente repubblicano, la Long venne riconfermata dagli elettori sia nel 1990 che nel 1992. Nel 1994 si ricandidò, ma restò vittima della cosiddetta "rivoluzione repubblicana" (molti democratici in carica vennero sconfitti dagli avversari repubblicani, che riuscirono a conquistare la maggioranza al Congresso) e dovette abbandonare il seggio.
Subito dopo la sconfitta della Long, il Presidente Clinton la assunse nel Dipartimento dell'Agricoltura affidandole l'incarico di sottosegretario per lo sviluppo rurale. La donna mantenne l'incarico per diversi anni fino alla fine dell'amministrazione.
In seguito nel 2002 si ricandidò alla Camera, ma venne sconfitta di misura da Chris Chocola. Nel 2008 ottenne la nomination democratica per le elezioni a governatore dell'Indiana, ma venne sconfitta con ampio margine da Mitch Daniels.
Nel 2009 il Presidente Obama la nominò consigliera della Farm Credit Administration e dopo essere stata confermata dal Senato è entrata ufficialmente nel consiglio, dove serve tuttora.